# Színház (folyóirat)
A Színház 1968-ban alapított, havonta megjelenő színházművészeti szakfolyóirat. Nyomtatott változata 2023 elején megszűnt, attól kezdve csak online jelenik meg.

## Története

### Alapítása
1968-ban politikai döntés született arról, hogy miként a többi művészeti ágnak, a színházi szakmának is legyen olyan szakmai folyóirata, amely figyelemmel kíséri a magyar és a külföldi színházi eseményeket, kritikai, elméleti és történeti írásaiban érvényesíti a szocialista kultúrpolitika elveit, és ezzel segíti a színházművészet fejlődését. A Muzsika 1957-ben, a Filmművészet 1958-ban, a Filmkultúra és a Művészet 1960-ban indult. Ezekhez képest jókora késéssel alapították meg a Színházat, amelynek fenntartója a Magyar Színházművészeti Szövetség lett, kiadója pedig a Lapkiadó Vállalat. Az első lapszám 1968 novemberében jelent meg. Az első két évfolyam formátuma B5, a továbbiaké A4 volt.
Főszerkesztőnek Boldizsár Ivánt, helyettesének pedig a Művelődési Minisztérium állományából Csabainé Török Máriát nevezték ki. Boldizsár Iván párton kívüliként kormány- és pártkörökben is nagy elismertséggel rendelkezett, több más újság és folyóirat főszerkesztője, a nemzetközi PEN Club magyar elnöke, egyéb társadalmi és kulturális funkciók birtokosa volt. Elsősorban tekintélyével biztosította a Színház működését, a tényleges irányítás és szerkesztés Csabainé feladata lett. Nagyrészt neki köszönhető, hogy a folyóirat – sokak szerint – az elmúlt fél évszázad megkerülhetetlen, forrásértékű kritikai és színháztörténeti orgánuma lett.

### A rendszerváltás előtt

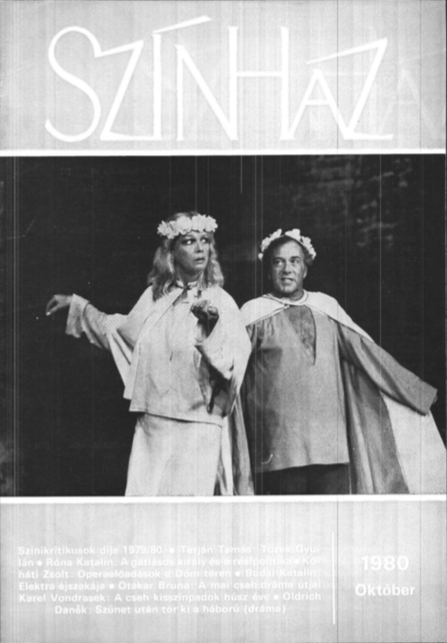
Az 1980. októberi szám, benne az első kritikusdíjakkal

A szerkesztőséget kezdetben két fő alkotta, Koltai Tamás és Pályi András, hozzájuk csatlakozott Kőröspataki Kiss Sándor, valamint Nánay István 1972-től állandó szerzőként, 1976-tól szerkesztőként. A folyóiratban megjelent írások java része nem vagy nem feltétlenül követte a hivatalos megítélés, a megszokott kánon elvárásait. Az ebből adódó elégedetlenségének a fenntartó Magyar Színházművészeti Szövetség számos fórumon hangot adott, elsősorban elnökségi üléseken, illetve közgyűléseken. Visszaemlékezések szerint a Szövetség eleve nem szívesen vállalta a folyóiratot, ugyanis úgy vélték: a kritikusok és az alkotók funkciója, érdekei épp ellentétesek. Végül a Magyar Színházművészeti Szövetség azzal a feltétellel lett a folyóirat gazdája, hogy legalábbis ellenőrizze, mi kerül a folyóiratba. Ezt a követelést a Színház szerkesztői határozottan visszautasították, emiatt állandósult a feszültség a két fél között. A Színház impresszumából kikerült a szövetség neve, és 1976. júniustól a lap mint „Színházművészeti, elméleti és kritikai folyóirat” határozta meg önmagát.
1980-ban került sor először a színházkritikusok szavazására, amellyel az előző évad legjobb teljesítményeit díjazták. Az októberi számban jelent meg a szavazás végeredménye, az egyes voksolók szavazata, valamint döntésük indoklása. Ettől kezdve a Színház minden októberben ugyanúgy közli a szavazás eredményét. Kivételt jelentett az 1981-es év, amikor politikai tiltás következtében a legjobb magyar dráma kategóriában nem lehetett kiadni a díjat Kornis Mihály Hallelújájának, ezért a kritikusok elálltak a többi díj átadásától is. Erre csak utólag, 1989 februárjában kerítettek sort.

### A rendszerváltás után

A 2016. július-augusztusi szám, az utolsó, amely az ideiglenes szünetelés előtt megjelent

Huzamosabb ideig volt a szerkesztőség tagja Bérczes László (1995-99), Csáki Judit (1981-2007), Kutszegi Csaba (2003-2015), Szántó Judit (1988-2016) és Tompa Andrea (2005- ). 1990-től a folyóirat állami kiadása és finanszírozása megszűnt, ettől kezdve a szerkesztőség lett a független lap gazdaságilag önálló kiadója a Magyar Színházművészeti Szövetség jogutódja, a Magyar Színházi Társaság égisze alatt. A zömmel pályázati pénzekből élő folyóirat számára a fennmaradás folyamatos nehézséget jelent. 1995-ben átmenetileg csökkent a terjedelem, és elmaradt a drámamelléklet. 2016-ban a nyomtatott folyóirat finanszírozási problémák miatt átmenetileg megszűnt  , de két hónappal később újra megjelent. A folyóirat évente tíz alkalommal lát napvilágot.
2008. október 20-án indult a folyóirat online-kiadása , amelyet kezdetben Kutszegi Csaba, 2015-től Rádai Andrea szerkeszt. A folyóirat online archívumában a Színház eddig megjelent összes száma elérhető, az új számok néhány hónapos csúszással jelennek meg.

### Esztétikai és politikai orientációja napjainkban
A Színház folyóirat profilja fél évszázad alatt sokat változott. Egyes vélemények szerint a lapban a hagyományos kritika mára háttérbe szorult, a folyóirat gerincét tendenciák, jelenségek elemzése, összefüggések feltárása képezi. Deklarált célja szerint a lap továbbra is igyekszik új kezdeményezéseket felkarolni és kritikai-elméleti hátterüket megrajzolni.
Bár a Színház önmagát független szakfolyóiratként határozza meg, a cikkeiből, a feldolgozott témákból kirajzolódó értékrendje alapján
leggyakrabban a baloldali-liberális irányzat képviselői köré sorolják. A folyóiratot a kormányközeli média több alkalommal kritizálta, működését Vidnyánszky Attila, a Nemzeti Színház igazgatója „manipulatívnak, politikai célok és elvárások mentén vezérelt tevékenységnek” nevezte, és 2019 decemberétől fogva nem engedélyezte, hogy a Színház írásaiban felhasználja a Nemzeti Színház előadásfotóit.
2022 őszén bejelentették, hogy az 55. évfolyamában járó folyóirat nyomtatott kiadása a szerkesztőség kezdeményezésére a 2022. decemberi számmal megszűnik, és a stáb hamarosan megújult online felülettel jelentkezik.

## Munkatársak

### Híres munkatársak, publicisták
A folyóirat körül rövid idő alatt állandó szerzői kör csoportosult, amely irodalom- és színibírálókat, esztétákat, valamint a színházművészetet nem elsősorban az irodalom felől értelmező fiatal kritikusokat is magában foglalt. Állandó szerző volt többek között Almási Miklós, Balassa Péter, Berkes Erzsébet, Bécsy Tamás, Budai Katalin, Cserje Zsuzsa, Ézsiás Erzsébet, Fodor Géza, Forgách András, Földes Anna, Fuchs Lívia, Gerold László, György Péter, Halász Tamás, Hermann István, Jákfalvi Magdolna, Jászay Tamás, Karsai György, Kállai Katalin, Kékesi Kun Árpád, Kiss Gabriella, Kovács Dezső, Lőrinc Katalin, Major Tamás, Márok Tamás, Mészáros Tamás, Mihályi Gábor, Molnár Gál Péter, Osztovits Levente, P. Müller Péter, Róna Katalin, Sándor L. István, Spiró György, Stuber Andrea, Szabó István,  Szeredás András, Sziládi János, Szűcs Katalin Ágnes, Tarján Tamás, Urbán Balázs, Zappe László.

### Főszerkesztők
- Boldizsár Iván: 1968 - 1988. december
- Csabainé Török Mária: 1989. január - 1989. december
- Koltai Tamás: 1990. január - 2015. július
- Tompa Andrea: 2015. augusztus - 2020. szeptember 1.

2020. szeptember 1-ével Tompa Andrea egyéb elfoglaltságai miatt lemondott és a Színház Alapítvány kuratóriumának elnöke lett. A laphoz öt évvel korábban csatlakozott szerkesztők úgy döntöttek, hogy főszerkesztő nélkül, kollektív szerkesztőségi felállásban viszik tovább a lapot. A négy szerkesztő: Boros Kinga, Herczog Noémi, Králl Csaba, Rádai Andrea.

### Főszerkesztő-helyettesek
- Csabainé Török Mária 1968 - 1988. december
- Nánay István 1989. január - 2003. március
- Tompa Andrea 2010. január - 2015. július

### Fotós-képszerkesztők
- Ikládi László 1968 - 1989. december
- Korniss Péter 1990. január - 1999. április
- Koncz Zsuzsa 1999. május - 2012. április
- Schiller Kata 2012. június - 2016. július